# Aquilegia elegantula
Aquilegia elegantula är en ranunkelväxtart som beskrevs av Edward Lee Greene. Aquilegia elegantula ingår i släktet aklejor, och familjen ranunkelväxter. Inga underarter finns listade i Catalogue of Life.

## Bildgalleri

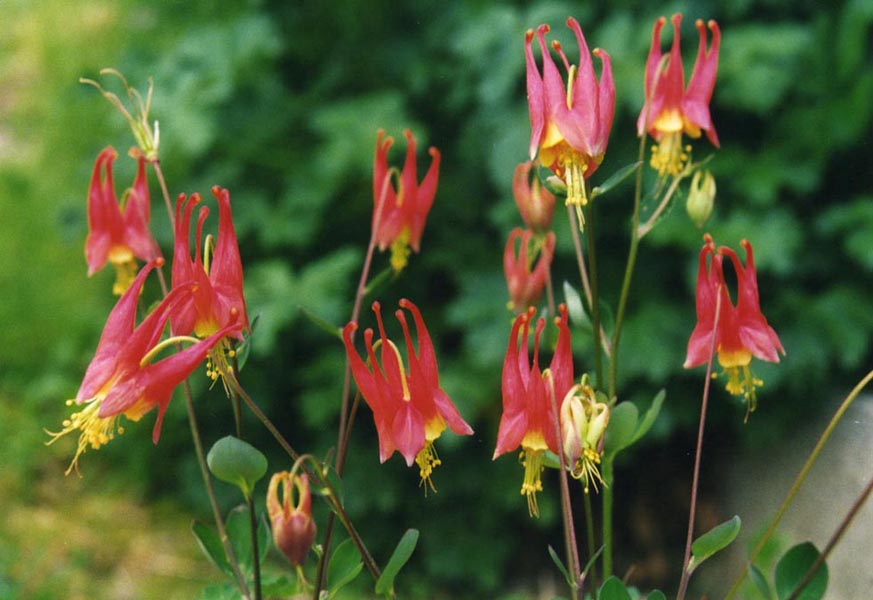